# Höjdhopp för damer i friidrott vid olympiska sommarspelen 2008
Damernas höjdhopp i Olympiska sommarspelen 2008 ägde rum 21 och 23 augusti i Pekings Nationalstadion. 

## Medaljörer
| Event    | Guld                  | Guld   | Silver                 | Silver | Brons                    | Brons  |
| Höjdhopp | Tia Hellebaut Belgien | 2,05 m | Blanka Vlašić Kroatien | 2,05 m | Anna Tjitjerova Ryssland | 2,03 m |

## Kvalificering
Höjder för att kvalificera sig till OS var 1,95 m (A-kvalgräns) och 1,91 m (B-kvalgräns).

## Rekord
Före tävlingarna gällde dessa rekord:
| Världsrekord     | Stefka Kostadinova | 2,09 m | Rom, Italien   | 30 augusti 1987 |
| Olympiskt rekord | Jelena Slesarenko  | 2,06 m | Aten, Grekland | 28 augusti 2004 |

## Resultat

### Kval
| Placering | Grupp | Namn                  | Nationalitet | 1.80 | 1.85 | 1.89 | 1.93 | Resultat | Noteringar |
| --------- | ----- | --------------------- | ------------ | ---- | ---- | ---- | ---- | -------- | ---------- |
| 1         | B     | Marina Aitova         | Kazakstan    | o    | o    | o    | o    | 1.93     | q          |
| 1         | B     | Ruth Beitia           | Spanien      | o    | o    | o    | o    | 1.93     | q          |
| 1         | A     | Tia Hellebaut         | Belgien      | -    | o    | o    | o    | 1.93     | q          |
| 1         | B     | Vita Stjopina         | Ukraina      | o    | o    | o    | o    | 1.93     | q          |
| 5         | B     | Antonietta Di Martino | Italien      | xo   | o    | o    | o    | 1.93     | q          |
| 5         | A     | Ariane Friedrich      | Tyskland     | -    | o    | xo   | o    | 1.93     | q          |
| 7         | B     | Iva Straková          | Tjeckien     | o    | o    | xxo  | o    | 1.93     | q          |
| 8         | B     | Chaunte Howard        | USA          | o    | o    | o    | xo   | 1.93     | q          |
| 8         | A     | Vita Palamar          | Ukraina      | -    | o    | o    | xo   | 1.93     | q          |
| 8         | A     | Svetlana Sjkolina     | Ryssland     | o    | o    | o    | xo   | 1.93     | q          |
| 8         | B     | Blanka Vlašić         | Kroatien     | o    | o    | o    | xo   | 1.93     | q          |
| 12        | A     | Anna Tjitjerova       | Ryssland     | o    | o    | xo   | xo   | 1.93     | q          |
| 13        | B     | Emma Green            | Sverige      | o    | o    | o    | xxo  | 1.93     | q          |
| 14        | A     | Romana Dubnová        | Tjeckien     | o    | xo   | o    | xxo  | 1.93     | q          |
| 14        | B     | Jelena Slesarenko     | Ryssland     | o    | o    | xo   | xxo  | 1.93     | q          |
| 16        | A     | Doreen Amata          | Nigeria      | o    | o    | o    | xxx  | 1.89     |            |
| 16        | B     | Melanie Skotnik       | Frankrike    | o    | o    | o    | xxx  | 1.89     |            |
| 18        | A     | Svetlana Radzivil     | Uzbekistan   | o    | xo   | o    | xxx  | 1.89     |            |
| 19        | A     | Amy Acuff             | USA          | o    | o    | xo   | xxx  | 1.89     |            |
| 19        | B     | Nicole Forrester      | Kanada       | o    | o    | xo   | xxx  | 1.89     |            |
| 21        | B     | Anna Iljustsenko      | Estland      | o    | xxo  | xo   | xxx  | 1.89     |            |
| 22        | A     | Xingjuan Zheng        | Kina         | xo   | o    | xxo  | xxx  | 1.89     |            |
| 23        | A     | Karina Vnukova        | Litauen      | o    | o    | xxx  |      | 1.85     |            |
| 24        | A     | Sharon Day            | USA          | xo   | o    | xxx  |      | 1.85     |            |
| 24        | A     | Antonia Stergiou      | Grekland     | xo   | o    | xxx  |      | 1.85     |            |
| 26        | B     | Nadija Dusanova       | Uzbekistan   | xxo  | o    | xxx  |      | 1.85     |            |
| 27        | B     | Levern Spencer        | Saint Lucia  | -    | xo   | xxx  |      | 1.85     |            |
| 28        | A     | Jekaterina Jevsejeva  | Kazakstan    | o    | xxo  | xxx  |      | 1.85     |            |
| 29        | A     | Noeng-Ruthai Chaipech | Thailand     | o    | xxx  |      |      | 1.80     |            |
| 29        | A     | Inna Gliznuta         | Moldavien    | o    | xxx  |      |      | 1.80     |            |
| 99        | B     | Tatiana Efimenko      | Kirgizistan  | xxx  |      |      |      | NM       |            |
| 99        | B     | Romary Rifka          | Mexiko       | xxx  |      |      |      | NM       |            |

NM - No Mark

### Final
| Placering | Namn                  | Nationalitet | 1.85 | 1.89 | 1.93 | 1.96 | 1.99 | 2.01 | 2.03 | 2.05 | 2.07 | Höjd | Noteringar |
| --------- | --------------------- | ------------ | ---- | ---- | ---- | ---- | ---- | ---- | ---- | ---- | ---- | ---- | ---------- |
| 1         | Tia Hellebaut         | Belgien      | o    | o    | o    | o    | xo   | xo   | xo   | o    | x--  | 2.05 | NR, =WL    |
| 2         | Blanka Vlašić         | Kroatien     | o    | o    | o    | o    | o    | o    | o    | xo   | xxx  | 2.05 | =WL        |
| 3         | Chaunte Howard        | USA          | o    | o    | xo   | xo   | xxo  | xxx  |      |      |      | 1.99 | SB         |
| 4         | Ariane Friedrich      | Tyskland     | o    | -    | o    | o    | xxx  |      |      |      |      | 1.96 |            |
| 5         | Ruth Beitia           | Spanien      | o    | o    | o    | o    | xxx  |      |      |      |      | 1.96 |            |
| 6         | Emma Green            | Sverige      | o    | o    | o    | xxo  | xxx  |      |      |      |      | 1.96 | SB         |
| 7         | Marina Aitova         | Kazakstan    | o    | o    | o    | xxx  |      |      |      |      |      | 1.93 |            |
| 8         | Antonietta Di Martino | Italien      | o    | o    | o    | xxx  |      |      |      |      |      | 1.93 |            |
| 9         | Iva Straková          | Tjeckien     | o    | o    | xxo  | xxx  |      |      |      |      |      | 1.93 |            |
| 10        | Vita Stjopina         | Ukraina      | o    | o    | xxo  | xxx  |      |      |      |      |      | 1.93 |            |
| 11        | Svetlana Sjkolina     | Ryssland     | o    | xo   | xxo  | xxx  |      |      |      |      |      | 1.93 |            |
| 12        | Romana Dubnová        | Tjeckien     | o    | xo   | x-   |      |      |      |      |      |      | 1.89 |            |
| (trea)    | Anna Tjitjerova       | Ryssland     | o    | o    | o    | xo   | xxo  | o    | o    | xxx  |      | 2.03 | DIS        |
| (fyra)    | Jelena Slesarenko     | Ryssland     | o    | o    | xo   | xo   | xo   | xo   | xxx  |      |      | 2.01 | DIS        |
| (femma)   | Vita Palamar          | Ukraina      | o    | o    | o    | xo   | xo   | xx-  | x    |      |      | 1.99 | DIS        |

 VR - Världsrekord / NR - Nationsrekord / =SB - Tangerat säsongsbästa / PB - Personbästa / SB - Säsongsbästa / DIS - Diskvalificerad

### Fotnoter
1. ↑  ”IOC Sanctions Anna Chicherova For Failing Anti-doping Test At Beijing 2008”. olympic.org. 6 oktober 2016. https://www.olympic.org/news/ioc-sanctions-anna-chicherova-for-failing-anti-doping-test-at-beijing-2008. Läst 2 januari 2017.
2. 1 2  ”IOC Sanctions 16 Athletes For Failing Anti-doping Tests At Beijing 2008”. olympic.org. 6 oktober 2016. https://www.olympic.org/news/ioc-sanctions-16-athletes-for-failing-anti-doping-tests-at-beijing-2008. Läst 2 januari 2017.